# Mount Harrison (Seychellen)
Der Mount Harrison ist ein Berg der Seychellen. Er befindet sich auf der Hauptinsel Mahé.

## Geographie
Der Berg erreicht eine Höhe von 662 m (688 m). Er liegt im Südosten der Insel an der Grenze der Distrikte Cascade und Grand Anse (Indian Bank). Er ist von tropischem Regenwald bedeckt.